# Adiaphoristischer Streit
Der Adiaphoristische Streit (auch: Adiaphoristenstreit) wurde zur Zeit der kirchenpolitischen Reformation in Deutschland zwischen den „echten Lutheranern“ bzw. den Gnesiolutheranern einerseits und den Philippisten andererseits ausgetragen.

## Geschichte
Anlass für diesen Streit war ein für den Leipziger Landtag von 1548 verfasster Kompromissvorschlag der Wittenberger Theologen Georg von Anhalt und Johannes Pfeffinger unter der Federführung von Philipp Melanchthon. Durch eine Kombination wiedereinzuführender katholischer Riten mit der evangelischen Lehre präsentierten die Wittenberger eine Alternative zur kaiserlichen Zwangsregelung „Augsburger Interim“ (Übergangsregelung). So sollte in Kursachsen die befürchtete, vollständige Rückführung zur vorreformatorischen, katholischen Lehre abgewendet werden.
Die Philippisten mit ihrem Wortführer Philipp Melanchthon nahmen dabei die Position ein, dass sich Protestanten in den sogenannten „Adiaphora“ (altgriechisch ἀδιάφορα ‚nicht Unterschiedenes‘, ‚Mitteldinge‘, d. h. gleich gültige Dinge) der katholischen Kirche gegenüber kompromissbereit verhalten könnten, nicht jedoch in den zentralen Glaubensartikeln. Zu den Mitteldingen zählten sie die Zeremonien und Riten, ferner auch Hochaltäre, Lichter, Messgewänder und Stundengebete. In den von Melanchthon ausgearbeiteten Leipziger Artikeln machte er deshalb den Katholiken in diesem Bereich Zugeständnisse, wie dies von den kaiserlichen Übergangsregelungen verlangt worden war.
Im Gegensatz dazu wandten die Gnesiolutheraner ein, dass es in Fragen des Bekenntnisses keine Mitteldinge bzw. gleichgültigen Dinge gebe. Ihr Protest gegen die Leipziger Artikel von Melanchthon wurde von Matthias Flacius angeführt. Flacius wies darauf hin, dass für den Kompromiss die „falschen Mitteldinge“ verwendet würden. Daraus entwickelte sich eine ganze Reihe innerlutherischer Streitigkeiten. Letztere drehten sich immer wieder um die Hauptfrage, ob und unter welchen Bedingungen es für Protestanten möglich sei, Lehre und Riten zu trennen, um so aus konkretem Anlass Kompromisse mit der alten Kirche eingehen zu können.
Diesen Adiaphoristenstreit in der Interimszeit 1548 ff. nennt man teilweise auch „ersten Adiaphoristenstreit“ und stellt ihm als „zweiten Adiaphoristenstreit“ eine „individualethische Variante“ zur Seite, bei dem es um die protestantisch-dogmatische Zulässigkeit weltlicher Vergnügungen wie Tanz oder ähnliches ging.